# 加法夏望遠鏡
加拿大-法國-夏威夷望遠鏡（英語：Canada–France–Hawaii Telescope，縮寫：CFHT）座落在夏威夷的毛納基峰最高峰（4,205公尺）的附近，口徑3.58公尺，主焦點是卡塞格林的結構。

## 儀器
CFHT外掛了三件儀器：
- Megacam：视场约为一平方度的高解析度CCD成像儀，由40个感光耦合元件组合而成，总计378百万像素。
- 廣角紅外線相機（WIR Cam）：由台灣和韓國製造，以4個紅外線檢測器組成的16百萬畫素攝影機。
- EspaDOnS：一個新的攝譜儀/ spectropolarimeter梯形陣列。

另外還有三件儀器可供選用：
- PUEO：一個自適應光學平台。
- Gecko：一架解析度很高的攝譜儀。
- MOS：多目標攝譜儀。

經由三方協議由夏威夷大學成立一間公司，在加拿大、法國政府和夏威夷大學的指導下，負責CFHT的運作。

## 外部連結
- The Canada-France-Hawaii Telescope Corporation（页面存档备份，存于）
- 調適光學平台（页面存档备份，存于）